# Suceava
Suceava (phát âm tiếng Romania: [suˈt͡ʃava]) là thành phố thủ phủ của hạt (judete) Suceava ở đông bắc România. Thành phố này từng là kinh đô Công quốc Moldavia từ năm 1388 tới năm 1565. Trong thời kỳ Cộng hòa xã hội chủ nghĩa Romania, Suceava đã trở thành một trung tâm công nghiệp quan trọng của đất nước này. Hiện nay, Suceava là một trong những điểm du lịch hấp dẫn bậc nhất Romania.
Vùng này nổi tiếng với các ngành công nghiệp sản xuất gỗ, dệt may, đồ da và thực phẩm, đặc biệt là ở thành phố Suceava và các thị trấn lân cận. Nông nghiệp cũng đóng vai trò quan trọng, tập trung vào chăn nuôi gia súc và trồng ngũ cốc. Một số thị trấn nổi bật trong quận bao gồm Fălticeni, Siret, Rădăuți, và Câmpulung Moldovenesc. Đáng chú ý, khu vực này còn lưu giữ những nhà thờ sơn màu đặc sắc của Bukovina, nổi tiếng với các bức bích họa trang trí trên mặt ngoài. Quận Suceava có diện tích là 8.553 km vuông. Theo ước tính năm 2007, dân số của quận là 705.878 người.